# Baronville

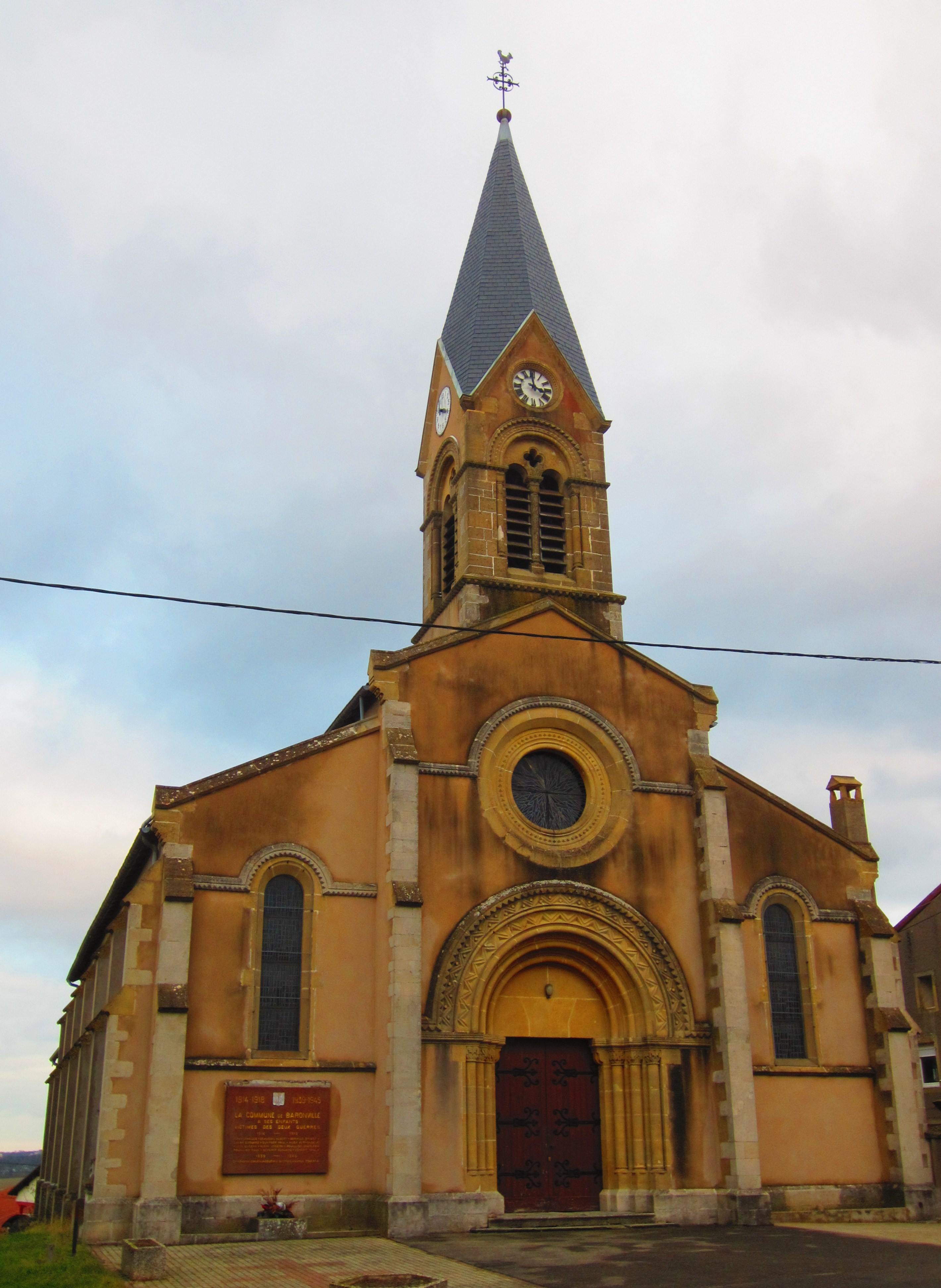
Kirche Mariä Himmelfahrt

Baronville (deutsch Baronweiler, 1941–44 Barenweiler) ist eine französische Gemeinde mit 369 Einwohnern (Stand 1. Januar 2022) im Département Moselle in der Region Grand Est (bis 2015 Lothringen). Sie gehört zum Arrondissement Forbach-Boulay-Moselle.

## Geographie
Die Gemeinde liegt in Lothringen, etwa 40 Kilometer südöstlich von Metz, 44 Kilometer südwestlich von Forbach und elf Kilometer südwestlich von Großtänchen sowie 16 Kilometer nordöstlich von Château-Salins auf einer Höhe zwischen 251 und 322 m über dem Meer. Das Gemeindegebiet umfasst 6,18 km².
Westlich des Dorfs entspringt die Französische Nied.
Nachbargemeinden sind Landroff (Landorf) im Norden, Harprich im Nordosten, Morhange (Mörchingen) im Osten und Südosten, Achain (Eschen) im Süden und Destry (Destrich) im Westen.

## Geschichte
Die Ortschaft gehörte früher zum Bistum Metz, einem Fürstbistum des Heiligen Römischen Reichs. Ältere  Ortsbezeichnungen sind  Barunvilla (latinisierter Name, 896), Brenval (1157), Baronisvilla (1186), Braconisvilla (1188), Baronville (1453), Barondorff, Barondorf (1460), Barendorf und Berendorf (1544). Der Ort wurde schon 896 erwähnt, als König Zentibold von Lothringen ihn an St. Denis zurückstellte.
Durch den Frankfurter Frieden vom 10. Mai 1871 kam das Gebiet an das deutsche Reichsland Elsaß-Lothringen, und das Dorf wurde dem Kreis Forbach im Bezirk Lothringen zugeordnet. Die Dorfbewohner betrieben Getreide-, Hopfen- und etwas Weinbau; auf der Gemarkung war ein Steinbruch.
Nach dem Ersten Weltkrieg musste die Region aufgrund der Bestimmungen des Versailler Vertrags 1919 an Frankreich abgetreten werden. Im Zweiten Weltkrieg war das Gebiet von der deutschen Wehrmacht besetzt, und die Ortschaft stand bis 1944 unter deutscher Verwaltung.

### Bevölkerungsentwicklung
| Jahr      | 1962 | 1968 | 1975 | 1982 | 1990 | 1999 | 2007 | 2019 |
| Einwohner | 303  | 320  | 352  | 372  | 361  | 346  | 387  | 368  |

## Sehenswürdigkeiten
- Kirche Mariä Himmelfahrt, in der 1857 errichteten Kirche sind Säulen einer romanischen Kirche des 12. Jahrhunderts[4] verbaut, die hier um 1850 abgetragen wurde.

## Wirtschaft und Infrastruktur
Wichtigste Wirtschaftszweige sind die Forstwirtschaft mit einem Sägewerk und die Landwirtschaft mit Getreide- und Gemüsebau  sowie Geflügelzucht.
Im Ort treffen mehrere Fernstraßen aufeinander (D 674 von Nancy und nach Saargemünd; D 999 von Metz und nach Dieuze; D 20 von Faulquemont (Falkenberg) und nach Delme). Der nächste Bahnhof befindet sich in der Nachbargemeinde Morhange (Mörchingen).